# Irina Maracheva
Irina Maracheva, née le 29 septembre 1984, est une athlète russe, spécialiste du 800 m. Aux Championnats d'Europe de 2012, elle remporte initialement une médaille d'argent sur le 800 m, avant d'être disqualifiée pour dopage
Le 25 janvier 2016, elle est suspendue deux ans par le Comité olympique Russe pour dopage.

## Palmarès
| Date | Compétition               | Lieu     | Résultat | Épreuve   | Temps |
| ---- | ------------------------- | -------- | -------- | --------- | ----- |
| 2012 | Championnats d'Europe     | Helsinki | finale   | 800 m     | DQ    |
| 2014 | Relais mondiaux de l'IAAF | Nassau   | finale   | 4 × 800 m | DQ    |